# FIFA 100

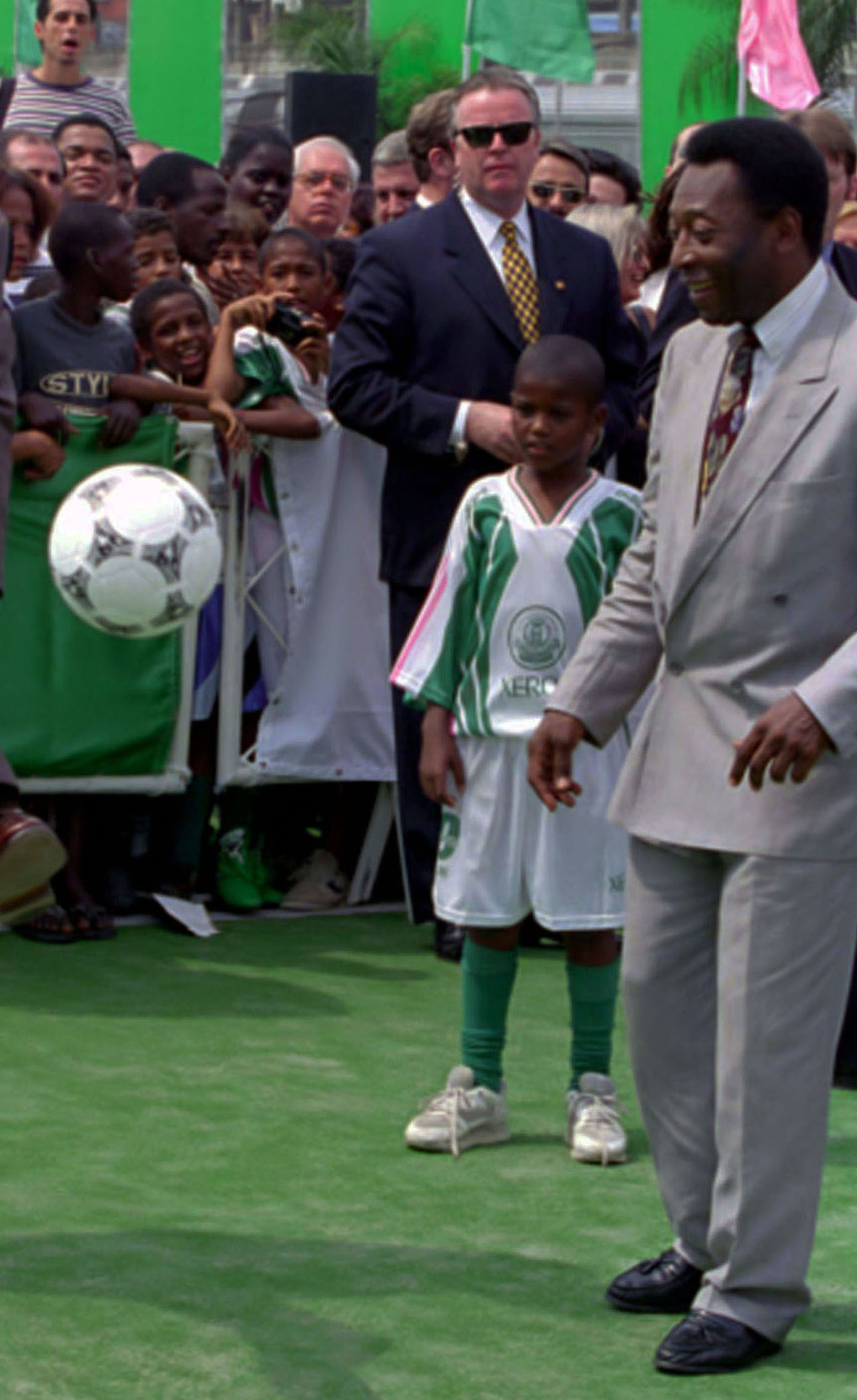
펠레

FIFA 100은 세계에서 가장 유명한 공격수인 펠레가 선택한 현존하는 최고의 축구 선수 125명에 관한 목록이다. 2004년 3월 4일 영국 런던에 열린 FIFA의 창립 100주년 기념 행사의 일환으로서 공개되었다. 숫자 100은 FIFA 100주년 기념을 말하는 것이며 리스트에 있는 선수 숫자를 말하는 것이 아니다. 펠레는 50명의 현역 선수와 50명의 은퇴한 선수, 총합 100명의 선수를 선택하라는 요청을 받은 적이 있었으나, 딱 50명만을 고른다는 게 그에게는 꽤 힘든 일이었다.
이 리스트는 123명의 남자 선수들과 2명의 여자 선수들을 포함하고 있다. FIFA 100이 선정되던 시기에 50명의 선수들은 그 당시에 활동하고 있던 선수들이었고 나머지 75명의 선수들은 현역에서 은퇴한 선수들이었다. 한 가지 특이한 점은 펠레는 자신과 같은 시대에 활동했던 비슷한 포지션(공격수)의 선수인 가힌샤와 마리우 자갈루를 제외시켰다. 특히 당대 펠레에 버금가는 실력을 자랑한 가힌샤를 제외시킨 것은 많은 축구팬들이 지금도 의아해 하고 있다.
FIFA는 세계 곳곳에서 이들 125인의 모습을 담은 사진전을 가졌다.

## 비판
일부 축구 전문가들은 리스트 선택 방법에 의문을 제기했다. 전직 정치인이며 축구 학자로 돌아선 데이비드 멜러는 이브닝 스탠더드에 실린 그의 칼럼에서 이 리스트의 축구 선수들이 순수하게 그라운드에서의 축구 실력으로 선택되었다기보다는 정치적 요인이 작용한 듯한 느낌을 받는다고 했다. 그는 이 선택이 마치 축구 선수들이 펠레의 펜보다는 제프 블라터 FIFA 회장의 펜에서 온 것처럼 보인다고 말했다. 멜러는 이를 뒷받침하는 증거로 아시아와 아프리카 등 지리적으로 널리 알려진 선택된 축구 선수들의 분포를 가리켰다. 실력에 따른 실질적인 축구 선수 선정은 좀 더 남아메리카와 유럽에 중점을 두어야 한다고 주장했다. 이와 같은 주장이 BBC 칼럼니스트 팀 비커리에 의해서도 제기되었다. 하지만 이러한 입장에 대해 이 리스트는 이 리스트에 한 명도 배출하지 못한 국가들의 입장을 반영하지 못했다는 반론도 있다.
한편 펠레의 많은 동료들은 브라질 출신의 축구 선수들이 많이 배제된 선정에 대해 동의하기 힘들다는 입장을 많이 표명했다. 특히 이전 브라질 대표팀 미드필더이자 펠레의 오래된 팀 동료 중 한 명이었던 제르송은 펠레가 선정한 FIFA 100에서 자신이 탈락한 것에 격분해 브라질 텔레비전 프로그램에서 FIFA 100 명단이 적힌 종이를 갈기갈기 찢는 반응을 보였다. 이에 따라 원래 100명을 뽑으려던 계획이 125명으로 수정되었다. 하지만 이 또한 지나치게 펠레가 자신의 조국인 브라질을 의식한 행동이었다는 비판이 있다.
그 밖에도 당시 생존해 있던 축구 선수 위주로 문서를 작성한 나머지 엘 하지 디우프, 하비에르 사비올라와 같이 오히려 커리어가 완전히 쌓이지 않았던 젊은 축구 선수들까지 무리하게 집어넣었다는 비판도 있다. 마르코 판 바스턴과 우베 젤러는 본인의 원칙에 따라 이 프로젝트의 참가를 거절했다.
더군다나 FIFA 100은 2004년 3월에 선정된 탓에 FIFA 100에 선정된 상당수의 축구 선수들보다 훨씬 뛰어난 축구 선수로 평가받고 있는 리오넬 메시나 크리스티아누 호날두와 같은 최고의 축구 선수들이 선정되지 못했다. 또한 2004년 3월 선정 당시에 생존해 있던 축구 선수들만을 기준으로 했기 때문에 1990년에 사망한 레프 야신 등 이미 고인이 된 최고의 축구 선수들이 선정되지 못했다. 게다가 2002년 FIFA 월드컵에서 많은 골을 넣어 갑자기 유명세를 탔던 미로슬라프 클로제 역시 FIFA 100에서 제외되어 논란을 일으키고 있다.

## 목록
아래는 펠레가 지명한 현존하는 최고의 축구 선수들은 담은 FIFA 100 선수 목록이다.
- FIFA 100 발표 당시 활동하고 있던 선수들은 (*)로 표시했다.
- 현재도 활동하고 있는 선수들은 이탤릭체로 표시했다.

### 가나
| 선수        | 포지션 | 생년월일        |
| ----------- | ------ | --------------- |
| 아베디 펠레 | FW     | 1964년 11월 5일 |

### 나이지리아
| 선수             | 포지션 | 생년월일        |
| ---------------- | ------ | --------------- |
| 제이제이 오코차* | MF     | 1973년 8월 14일 |

### 네덜란드
| 선수                  | 포지션 | 생년월일         |
| --------------------- | ------ | ---------------- |
| 마르코 판 바스턴      | FW     | 1964년 10월 31일 |
| 데니스 베르흐캄프*    | FW     | 1969년 5월 10일  |
| 요한 크라위프         | FW     | 1947년 4월 25일  |
| 엣하르 다비츠*        | MF     | 1973년 3월 13일  |
| 뤼트 휠릿             | MF     | 1962년 9월 1일   |
| 레네 판 더 케르크호프 | MF     | 1951년 9월 16일  |
| 빌리 판 더 케르크호프 | MF     | 1951년 9월 16일  |
| 파트릭 클라위버르트*  | FW     | 1976년 7월 1일   |
| 요한 네이스컨스       | MF     | 1951년 9월 15일  |
| 뤼트 판 니스텔로이*   | FW     | 1976년 7월 1일   |
| 로프 렌센브링크       | FW     | 1947년 7월 3일   |
| 프랑크 레이카르트     | MF     | 1962년 9월 30일  |
| 클라렌서 세이도르프*  | MF     | 1976년 4월 1일   |

### 대한민국
| 선수    | 포지션 | 생년월일        |
| ------- | ------ | --------------- |
| 홍명보* | DF     | 1969년 2월 12일 |

### 덴마크
| 선수              | 포지션 | 생년월일         |
| ----------------- | ------ | ---------------- |
| 브리안 라우드루프 | FW     | 1969년 2월 22일  |
| 미카엘 라우드루프 | MF     | 1964년 6월 15일  |
| 페테르 슈마이켈   | GK     | 1963년 11월 18일 |

### 독일
| 선수                | 포지션 | 생년월일        |
| ------------------- | ------ | --------------- |
| 미하엘 발라크*      | MF     | 1976년 9월 26일 |
| 프란츠 베켄바워     | SW     | 1945년 9월 11일 |
| 파울 브라이트너     | MF     | 1951년 9월 5일  |
| 올리버 칸*          | GK     | 1969년 6월 15일 |
| 위르겐 클린스만     | FW     | 1964년 7월 30일 |
| 제프 마이어         | GK     | 1944년 2월 28일 |
| 로타어 마테우스     | MF     | 1961년 3월 21일 |
| 게르트 뮐러         | FW     | 1945년 11월 3일 |
| 카를하인츠 루메니게 | FW     | 1955년 9월 25일 |
| 우베 젤러           | FW     | 1936년 11월 5일 |

### 라이베리아
| 선수      | 포지션 | 생년월일        |
| --------- | ------ | --------------- |
| 조지 웨아 | FW     | 1966년 10월 1일 |

### 러시아
| 선수            | 포지션 | 생년월일        |
| --------------- | ------ | --------------- |
| 리나트 다사예프 | GK     | 1957년 6월 13일 |

### 루마니아
| 선수          | 포지션 | 생년월일       |
| ------------- | ------ | -------------- |
| 게오르게 하지 | MF     | 1965년 2월 5일 |

### 멕시코
| 선수        | 포지션 | 생년월일        |
| ----------- | ------ | --------------- |
| 우고 산체스 | FW     | 1958년 7월 11일 |

### 미국
| 선수                      | 포지션 | 생년월일        |
| ------------------------- | ------ | --------------- |
| 미셸 에이커스 (여자 선수) | FW     | 1966년 2월 1일  |
| 미아 햄* (여자 선수)      | FW     | 1972년 3월 17일 |

### 벨기에
| 선수                  | 포지션 | 생년월일        |
| --------------------- | ------ | --------------- |
| 얀 쾰레만스           | MF     | 1957년 2월 28일 |
| 장마리 파프           | GK     | 1953년 12월 4일 |
| 프랑키 판 데르 엘스트 | MF     | 1961년 4월 30일 |

### 북아일랜드
| 선수        | 포지션 | 생년월일        |
| ----------- | ------ | --------------- |
| 조지 베스트 | FW     | 1946년 5월 22일 |

### 불가리아
| 선수                  | 포지션 | 생년월일       |
| --------------------- | ------ | -------------- |
| 흐리스토 스토이치코프 | FW     | 1966년 2월 8일 |

### 브라질
| 선수                | 포지션 | 생년월일         |
| ------------------- | ------ | ---------------- |
| 카를루스 아우베르투 | DF     | 1944년 7월 17일  |
| 카푸*               | DF     | 1970년 6월 7일   |
| 파우캉              | MF     | 1953년 10월 16일 |
| 펠레                | FW     | 1940년 10월 23일 |
| 주니오르            | MF     | 1954년 6월 29일  |
| 히바우두*           | FW     | 1972년 4월 19일  |
| 호베르투 히벨리누   | MF     | 1946년 1월 1일   |
| 호베르투 카를루스*  | DF     | 1972년 4월 10일  |
| 호마리우*           | FW     | 1966년 1월 29일  |
| 호나우지뉴*         | FW     | 1980년 3월 21일  |
| 호나우두*           | FW     | 1976년 9월 18일  |
| 자우마 산투스       | DF     | 1929년 2월 27일  |
| 니우통 산투스       | DF     | 1927년 5월 16일  |
| 소크라치스          | MF     | 1954년 2월 19일  |
| 지쿠                | MF     | 1953년 3월 3일   |

### 세네갈
| 선수            | 포지션 | 생년월일        |
| --------------- | ------ | --------------- |
| 엘 하지 디우프* | FW     | 1981년 1월 15일 |

### 스코틀랜드
| 선수          | 포지션 | 생년월일       |
| ------------- | ------ | -------------- |
| 케니 달글리시 | FW     | 1951년 3월 4일 |

### 스페인
| 선수                | 포지션 | 생년월일        |
| ------------------- | ------ | --------------- |
| 에밀리오 부트라게뇨 | FW     | 1963년 7월 22일 |
| 루이스 엔리케*      | MF     | 1970년 5월 8일  |
| 라울 곤살레스*      | FW     | 1977년 6월 27일 |

### 아르헨티나
| 선수                  | 포지션 | 생년월일         |
| --------------------- | ------ | ---------------- |
| 가브리엘 바티스투타*  | FW     | 1969년 2월 1일   |
| 에르난 크레스포*      | FW     | 1975년 7월 5일   |
| 알프레도 디 스테파노  | FW     | 1926년 7월 4일   |
| 마리오 켐페스         | FW     | 1954년 7월 15일  |
| 디에고 마라도나       | FW     | 1960년 10월 30일 |
| 다니엘 파사레야       | DF     | 1953년 5월 25일  |
| 하비에르 사비올라*    | FW     | 1981년 12월 11일 |
| 오마르 시보리         | FW     | 1935년 10월 2일  |
| 후안 세바스티안 베론* | MF     | 1975년 3월 9일   |
| 하비에르 사네티*      | DF/MF  | 1973년 8월 10일  |

### 아일랜드
| 선수     | 포지션 | 생년월일        |
| -------- | ------ | --------------- |
| 로이 킨* | MF     | 1971년 8월 10일 |

### 우루과이
| 선수              | 포지션 | 생년월일         |
| ----------------- | ------ | ---------------- |
| 엔초 프란체스콜리 | FW     | 1961년 12월 11일 |

### 우크라이나
| 선수            | 포지션 | 생년월일        |
| --------------- | ------ | --------------- |
| 안드리 셰우첸코 | FW     | 1976년 9월 29일 |

### 이탈리아
| 선수                  | 포지션 | 생년월일         |
| --------------------- | ------ | ---------------- |
| 로베르토 바조*        | FW     | 1967년 2월 18일  |
| 프란코 바레시         | DF     | 1960년 5월 8일   |
| 주세페 베르고미       | DF     | 1963년 12월 22일 |
| 잠피에로 보니페르티   | FW     | 1928년 7월 4일   |
| 잔루이지 부폰*        | GK     | 1978년 1월 28일  |
| 알레산드로 델 피에로* | FW     | 1974년 11월 5일  |
| 자친토 파케티         | DF     | 1942년 7월 18일  |
| 파올로 말디니*        | DF     | 1968년 6월 26일  |
| 알레산드로 네스타*    | DF     | 1976년 3월 19일  |
| 잔니 리베라           | MF     | 1943년 8월 18일  |
| 파올로 로시           | FW     | 1956년 9월 23일  |
| 프란체스코 토티*      | FW     | 1976년 9월 27일  |
| 크리스티안 비에리*    | FW     | 1973년 7월 12일  |
| 디노 초프             | GK     | 1942년 2월 28일  |

### 일본
| 선수             | 포지션 | 생년월일        |
| ---------------- | ------ | --------------- |
| 나카타 히데토시* | MF     | 1977년 1월 22일 |

### 잉글랜드
| 선수           | 포지션 | 생년월일         |
| -------------- | ------ | ---------------- |
| 고든 뱅크스    | GK     | 1937년 12월 30일 |
| 데이비드 베컴* | MF     | 1975년 5월 2일   |
| 보비 찰턴      | MF     | 1937년 10월 11일 |
| 케빈 키건      | MF     | 1951년 2월 14일  |
| 게리 리네커    | FW     | 1960년 11월 30일 |
| 마이클 오언*   | FW     | 1979년 12월 14일 |
| 앨런 시어러*   | FW     | 1970년 8월 13일  |

### 체코
| 선수              | 포지션 | 생년월일        |
| ----------------- | ------ | --------------- |
| 요세프 마소푸스트 | MF     | 1931년 2월 9일  |
| 파벨 네드베트*    | MF     | 1972년 8월 30일 |

### 칠레
| 선수              | 포지션 | 생년월일         |
| ----------------- | ------ | ---------------- |
| 엘리아스 피게로아 | DF     | 1946년 10월 25일 |
| 이반 사모라노     | FW     | 1967년 1월 18일  |

### 카메룬
| 선수      | 포지션 | 생년월일        |
| --------- | ------ | --------------- |
| 로제 밀라 | FW     | 1952년 5월 20일 |

### 콜롬비아
| 선수              | 포지션 | 생년월일       |
| ----------------- | ------ | -------------- |
| 카를로스 발데라마 | MF     | 1961년 9월 2일 |

### 크로아티아
| 선수          | 포지션 | 생년월일       |
| ------------- | ------ | -------------- |
| 다보르 슈케르 | FW     | 1968년 1월 1일 |

### 튀르키예
| 선수             | 포지션 | 생년월일        |
| ---------------- | ------ | --------------- |
| 뤼슈튀 레치베르* | GK     | 1973년 5월 10일 |
| 엠레 벨뢰졸루*   | MF     | 1980년 7월 9일  |

### 파라과이
| 선수     | 포지션 | 생년월일        |
| -------- | ------ | --------------- |
| 로메리토 | FW     | 1960년 8월 28일 |

### 페루
| 선수              | 포지션 | 생년월일       |
| ----------------- | ------ | -------------- |
| 테오필로 쿠비야스 | FW     | 1949년 3월 8일 |

### 포르투갈
| 선수         | 포지션 | 생년월일        |
| ------------ | ------ | --------------- |
| 에우제비우   | FW     | 1942년 1월 25일 |
| 루이스 피구* | MF     | 1972년 11월 4일 |
| 후이 코스타* | MF     | 1972년 3월 29일 |

### 폴란드
| 선수                  | 포지션 | 생년월일       |
| --------------------- | ------ | -------------- |
| 즈비그니에프 보니에크 | MF     | 1956년 3월 3일 |

### 프랑스
| 선수              | 포지션 | 생년월일         |
| ----------------- | ------ | ---------------- |
| 에리크 캉토나     | FW     | 1966년 5월 24일  |
| 마르셀 드사이*    | DF     | 1968년 9월 7일   |
| 디디에 데샹       | MF     | 1968년 10월 15일 |
| 쥐스트 퐁텐       | FW     | 1933년 8월 18일  |
| 티에리 앙리*      | FW     | 1977년 8월 17일  |
| 레몽 코파         | MF     | 1931년 10월 31일 |
| 장피에르 파팽     | FW     | 1963년 11월 5일  |
| 로베르 피레스*    | FW     | 1973년 10월 29일 |
| 미셸 플라티니     | MF     | 1955년 6월 21일  |
| 릴리앙 튀랑*      | DF     | 1972년 1월 1일   |
| 마리우스 트레소르 | DF     | 1950년 1월 15일  |
| 다비드 트레제게*  | FW     | 1977년 10월 15일 |
| 파트리크 비에라*  | MF     | 1976년 6월 23일  |
| 지네딘 지단*      | FW     | 1972년 6월 23일  |

### 헝가리
| 선수            | 포지션 | 생년월일       |
| --------------- | ------ | -------------- |
| 푸슈카시 페렌츠 | FW     | 1927년 4월 2일 |

## 같이 보기
- FIFA 랭킹
- FIFA 여자 축구 랭킹
- 월드사커 매거진 선정 축구선수 100인
- 플라카르 매거진